# ژرمن سانچز (شیرجه‌رو)
ژرمن سانچز (انگلیسی: Germán Sánchez؛ زادهٔ ۲۴ ژوئن ۱۹۹۲) ورزشکار شیرجه اهل مکزیک است.
وی در مسابقات کشوری و بین‌المللی در مجموع برندهٔ ۱ مدال نقره شده‌است.